# 이원길 (603년)
이원길(李元吉, 603년 ~ 626년 7월 2일)은 당 고조 이연의 넷째 아들이다.
이연이 수 공제 양유로부터 선양을 받아 제위에 오르자 제왕(齊王)으로 봉해졌다. 이연은 이건성을 태자로 삼았다. 그러나 이후에도 반당 세력이 많이 있어 이세민이 왕세충, 두건덕 등을 토벌하였다. 이로 인해 이세민의 공이 커졌고, 이연의 후궁들이 이세민을 모함하고 이건성을 지지하면서 아들들 간의 대립이 심화되었다. 이원길은 이세민을 혼자 죽일 수 없다고 여겨 이건성과 편을 먹었다. 이연은 이건성에게 유흑달을 토벌할 수 있게 하였다.
한편, 유문정은 술김에 배적과 그를 편애하는 이연에 대한 불만을 토로하였는데, 유문정의 첩은 유문정이 자신을 경시하는 데 앙심을 품어 오빠를 통해 이연에게 이를 고하게 했다. 유문정에 대한 재판은 소우와 배적이 맡았는데, 원래 이 일에 관련된 배적은 재판관 노릇을 할 수 없었으나 하게 되었다. 유문정은 이 때 불만을 토로했으나 반역은 하지 않았다고 진술했고, 이세민과 이강, 소우 등은 유문정을 변호했다. 허나 배적은 유문정을 죽일 것을 간하였고 이연은 이세민이 자신의 뜻을 거스르고서라도 변호를 해 주는 유문정을 죽였다. 이는 황권 강화가 목적인 듯하다. 이후 경주 도독 양문간이 반란을 일으켰다. 태자 이건성은 황궁에 있었고 그가 태자파임에 따라 태자의 입지가 흔들리게 되었다. 이세민은 이를 놓치지 않았고 이원길은 이세민을 죽이고자 했으나 이루지 못했다.
626년, 이세민은 현무문 수비대장 상하를 매수하고, 장손무기, 위지경덕 등을 매복시킨 뒤, 현무문 밖에서 자신의 형제들을 모조리 죽였다. 이후 자신의 조카들과 제수씨들마저 죽여버렸다. 이 사건을 현무문의 변이라고 부른다. 이세민은 2달 뒤 태종으로 즉위하고, 이연은 유폐되다시피 한다. 나중에 자왕으로 봉해져 이세민은 형제들을 애도하고 그들을 형제로 인정한다.

## 이원길이 등장한 작품
- 《연개소문》(SBS, 2006년~2007년, 배우:유정석)